# Optička rešetka
Optička rešetka je optička naprava za postizanje i ispitivanje ogiba, fino razdvajanje spektralnih linija i mjerenje valne duljine svjetlosti, a sastoji se od niza uskih pukotina i zapreka. Prve optičke rešetke načinio je J. Fraunhofer 1817.; sastojale su se od usporednih tankih žica ili od staklene začađene ploče na kojoj su u jednakim razmacima ucrtani paralelni pravci. Danas se optička rešetka pravi urezivanjem finih, paralelnih i vrlo bliskih linija na podlogu od različitih materijala (staklo, plastika, metal). Neurezani dio ploče djeluje kao pukotina, a urezana linija kao zapreka, jer se na njoj svjetlost difuzno raspršuje. Urezivanjem kovnoga zrcala dobiva se refleksna rešetka. Rešetke za ultraljubičaste i vidljive zrake imaju oko 1 200 pukotina na 1 mm, a rešetke za infracrvene zrake velikih valnih duljina od nekoliko stotina mikrometara imaju samo nekoliko pukotina na 1 mm. Poznate su takozvane Rowlandove rešetke koje sadrže do 1 700 pukotina na 1 mm. Za infracrvene zrake i za radiovalove koriste se i rešetke od niza paralelnih metalnih žica (zrake velikih valnih duljina uvjetuju ogib na velikim pukotinama), dok za ogib rendgenskih zraka služi kristalna rešetka koju tvore atomi u kristalu, što se koristi za rendgensku strukturnu analizu. Kada svjetlost padne na optičku rešetku, svaka od njezinih pukotina postaje izvor novih svjetlosnih valova (ogib ili difrakcija). Među valovima s različitih pukotina nastaje interferencija; valovi se pojačavaju (superpozicija valova) ako je razlika u fazi jednaka cijelomu broju valnih duljina upotrijebljene svjetlosti. Kada na optičku rešetku padne monokromatska svjetlost, interferencijom će nastati svijetle i tamne pruge. Međutim, svjetlost koja nije monokromatska rastavit će se na rešetki u spektar, jer za različite boje (različite valne duljine λ) pojačanje nastaje pod različitim kutovima (φ). Pritom ne nastaje jedan, već nekoliko spektara, pa se broj n, koji se javlja u jednadžbi, naziva red spektra. Spektar dobiven optičkom rešetkom razlikuje se od spektra dobivenoga prizmom po tome što je njegova disperzija sukladna (proporcionalna) valnoj duljini. Disperzija je to veća što je konstanta rešetke manja. U holografiji interferencijska slika predmeta predstavlja svojevrsnu optičku rešetku koja se koristi za dobivanje slike reverznim postupkom.